# Religión en Cartago
La fundación de Cartago a finales del siglo IX a. C. fortaleció el establecimiento permanente en el Mediterráneo occidental de los miembros del Panteón Fenicio. Si bien los mercaderes establecieron puestos de mercancía, muchos de ellos regresaron para pasar su senectud en Tiro, donde habían dejado a sus familias. En ese entonces existía una aristocracia que había dejado su ciudad para nunca volver, tratando de establecer sus hogares y creencias permanentemente en las colonias. 

Símbolo de Tanit

La religión cartaginesa está basada en la religión fenicia, la que a su vez está inspirada en las fuerzas de la naturaleza. Muchos de los dioses que crearon, eran conocidos solamente bajo sus nombres locales.

## Panteón
- Tanit fue la diosa más importante de la mitología cartaginesa. Era la consorte de Baal y patrona de Cartago. Era equivalente a la diosa fenicia Astarté; también fue una deidad bereber. El símbolo femenino de la fertilidad y un análogo de Cibeles.

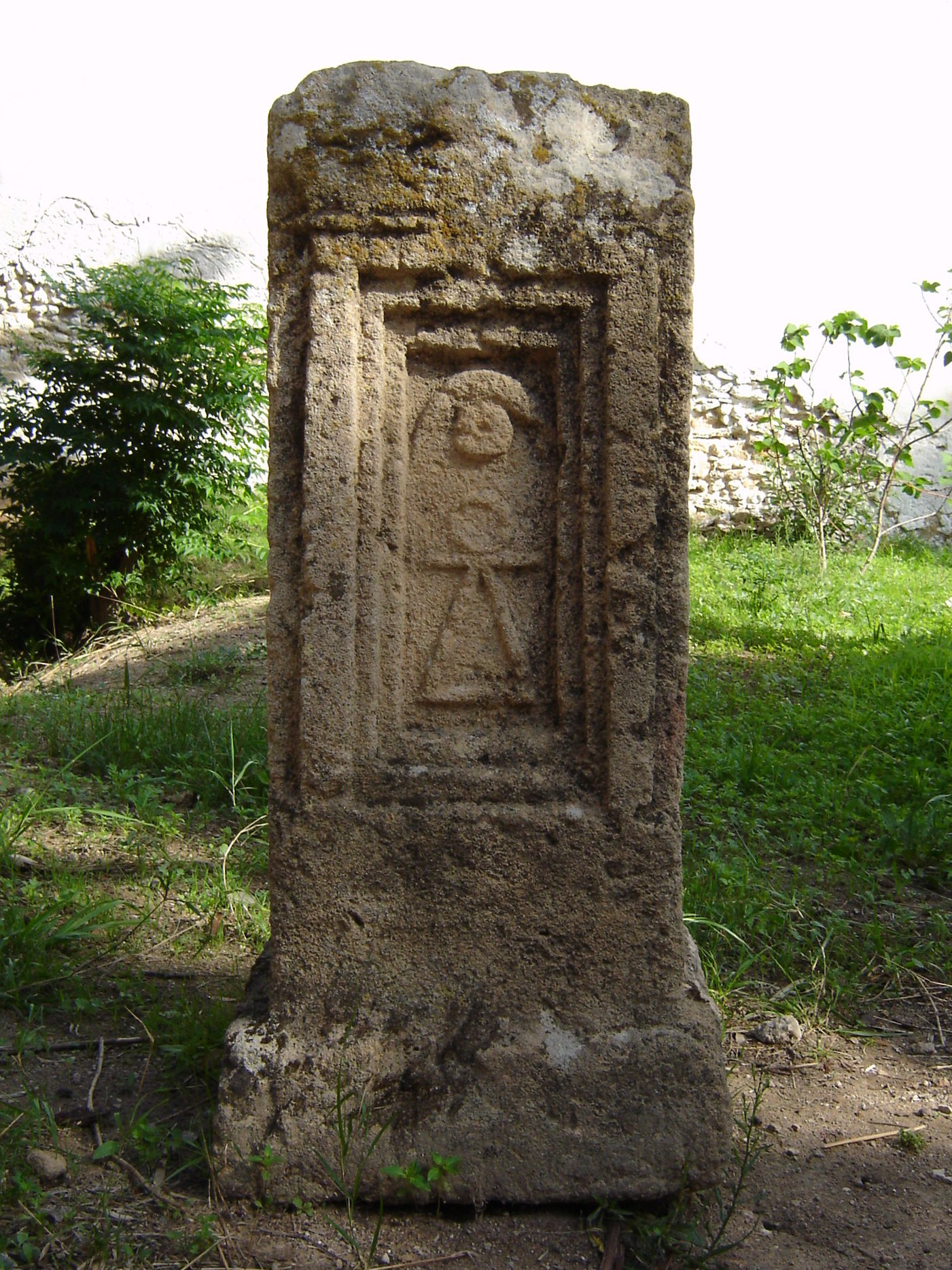
Estela encontrada en Tofet que muestra el símbolo de la diosa Tanit

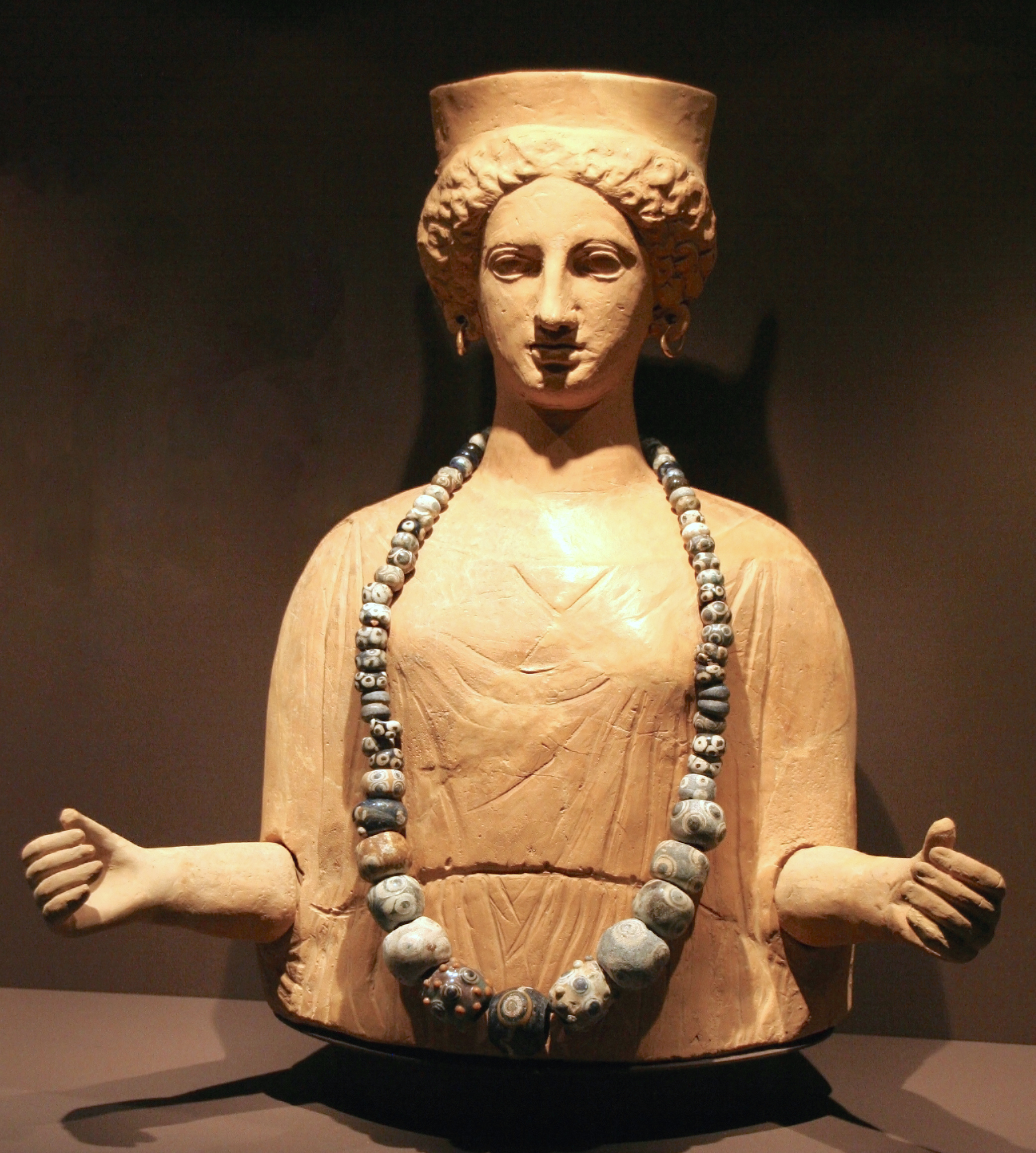
Estatua en terracota de la diosa Tanit, adornada con un collar. Necrópolis de Puig des Molins, Ibiza, entre el y el III a. C.

- Baal Hammon es el símbolo masculino de la fertilidad y el análogo fenicio local de Baal.
- Melkart es el rey de la ciudad. Viene del silencio y de Moloch (Molk). Está dedicado a los sacrificios de niños para la salvación de la ciudad.[1]
- Eshmún es el análogo fenicio de Asclepio. Su templo está en Birsa, como último recurso para la salvación.

### Orígenes fenicios
El núcleo original de la religión de Cartago se encuentra en Fenicia. El panteón fenicio estaba presidida por el padre de los dioses, pero la principal divinidad era una diosa.
Este sistema de dioses influenció también a muchas otras culturas. Hay mucho parecido entre estas religiones. En algunos casos los nombres de los dioses fueron cambiados al tomarlos prestados. Incluso las leyendas fueron similares. Egipcios, babilonios, asirios, persas y otros han dejado sus influencias en el sistema de fe fenicio al adoptarlo a su propia religión.